# موار
موار (به لاتین: Muar (town)) یک منطقهٔ مسکونی در مالزی است که در جوهور واقع شده‌است.

## خصوصیات
موار ۳۶٫۸۸ متر بالاتر از سطح دریا واقع شده‌است.

## نگارخانه

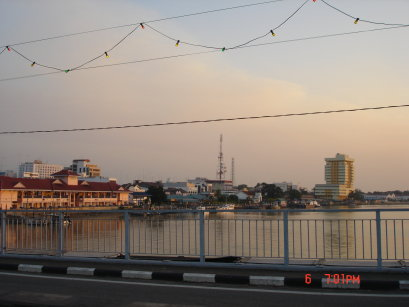
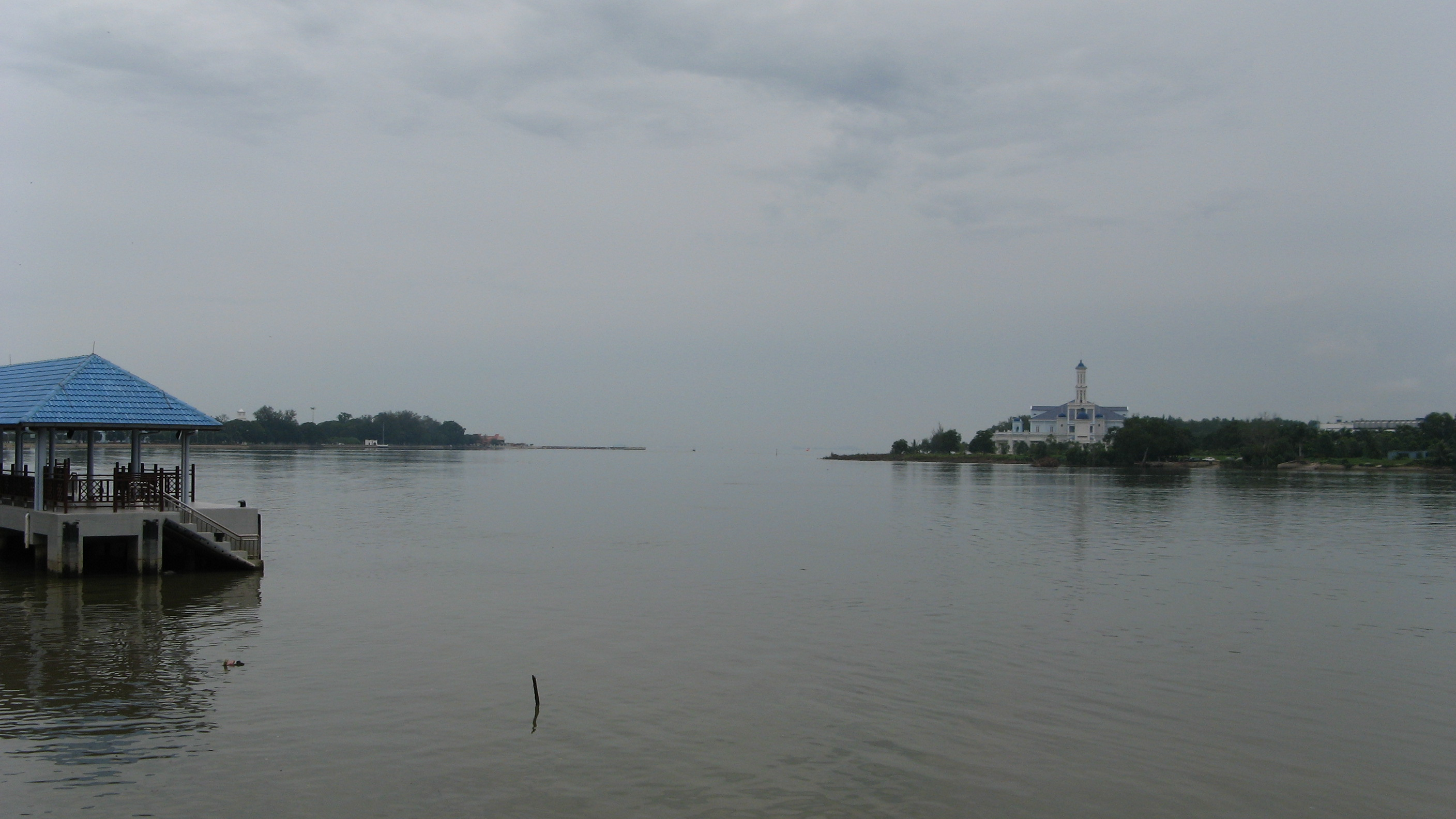
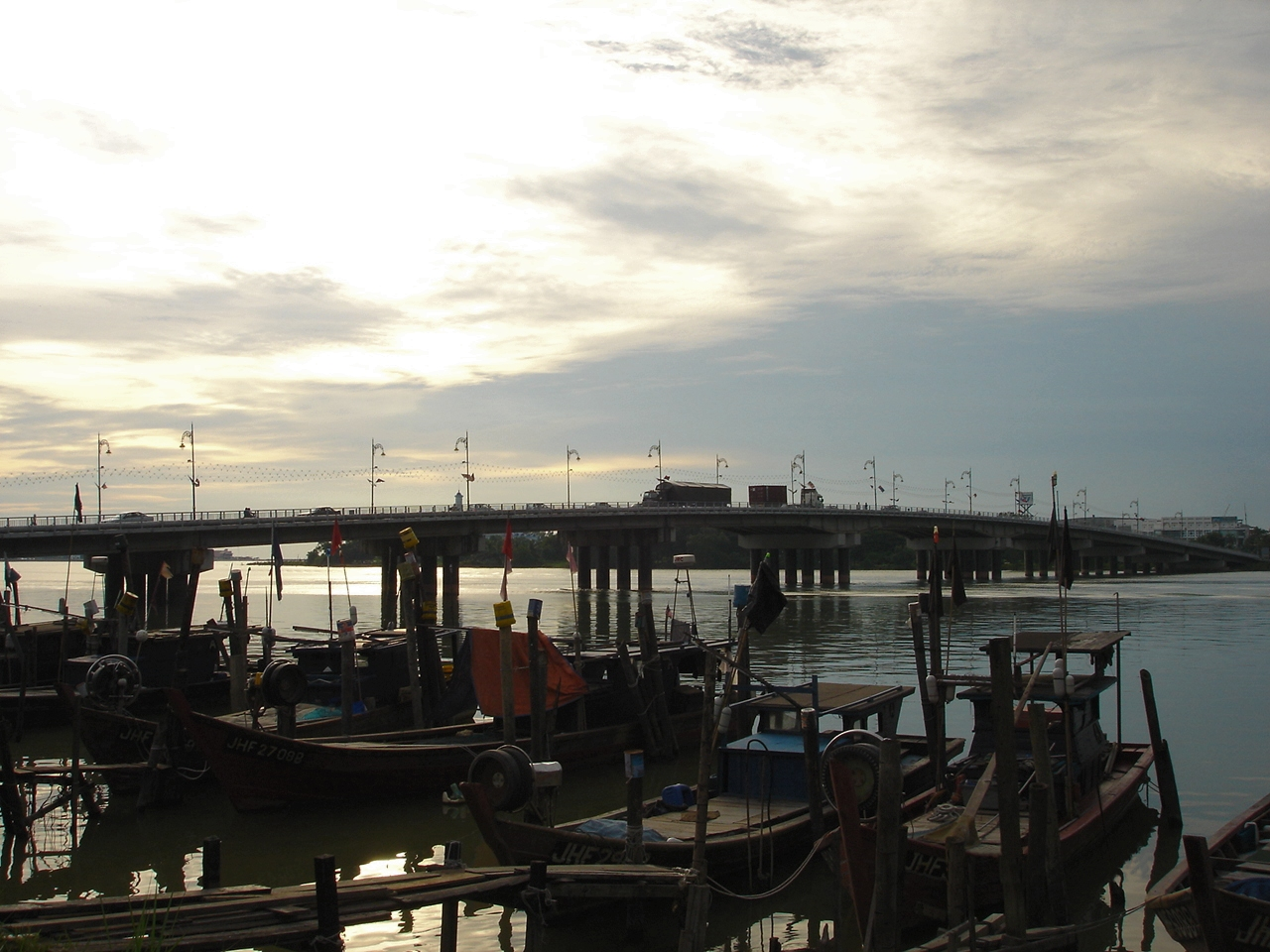
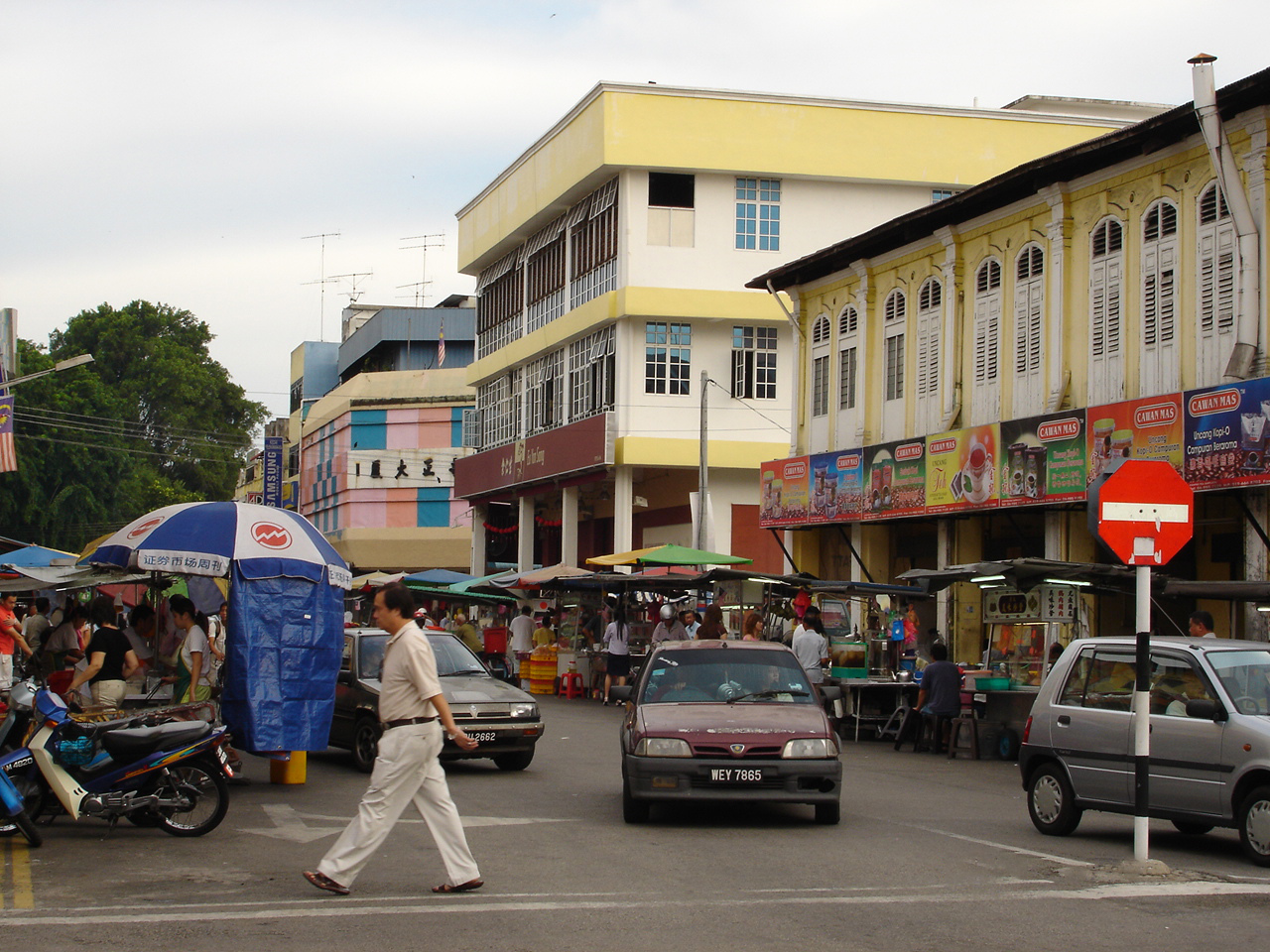
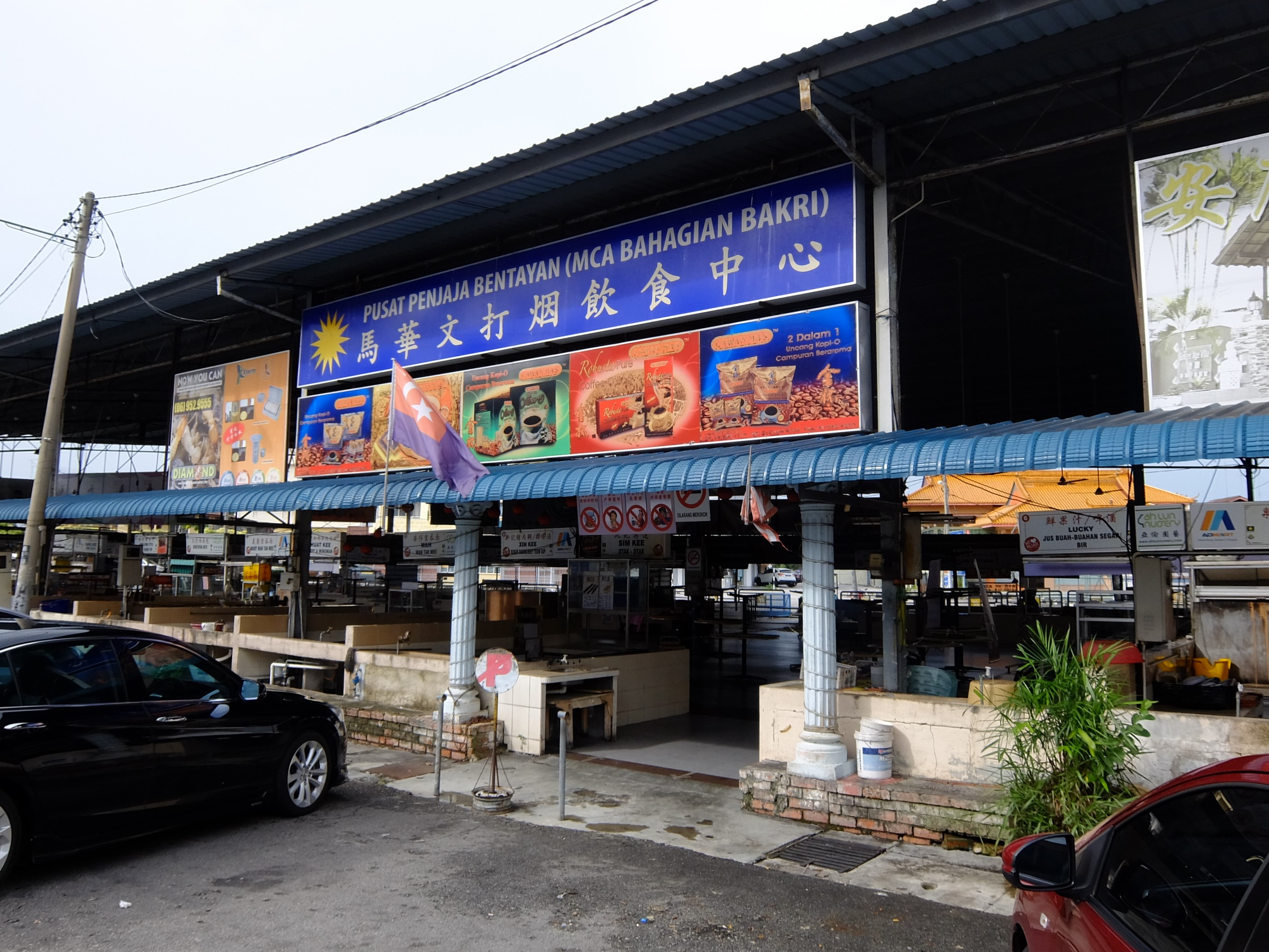
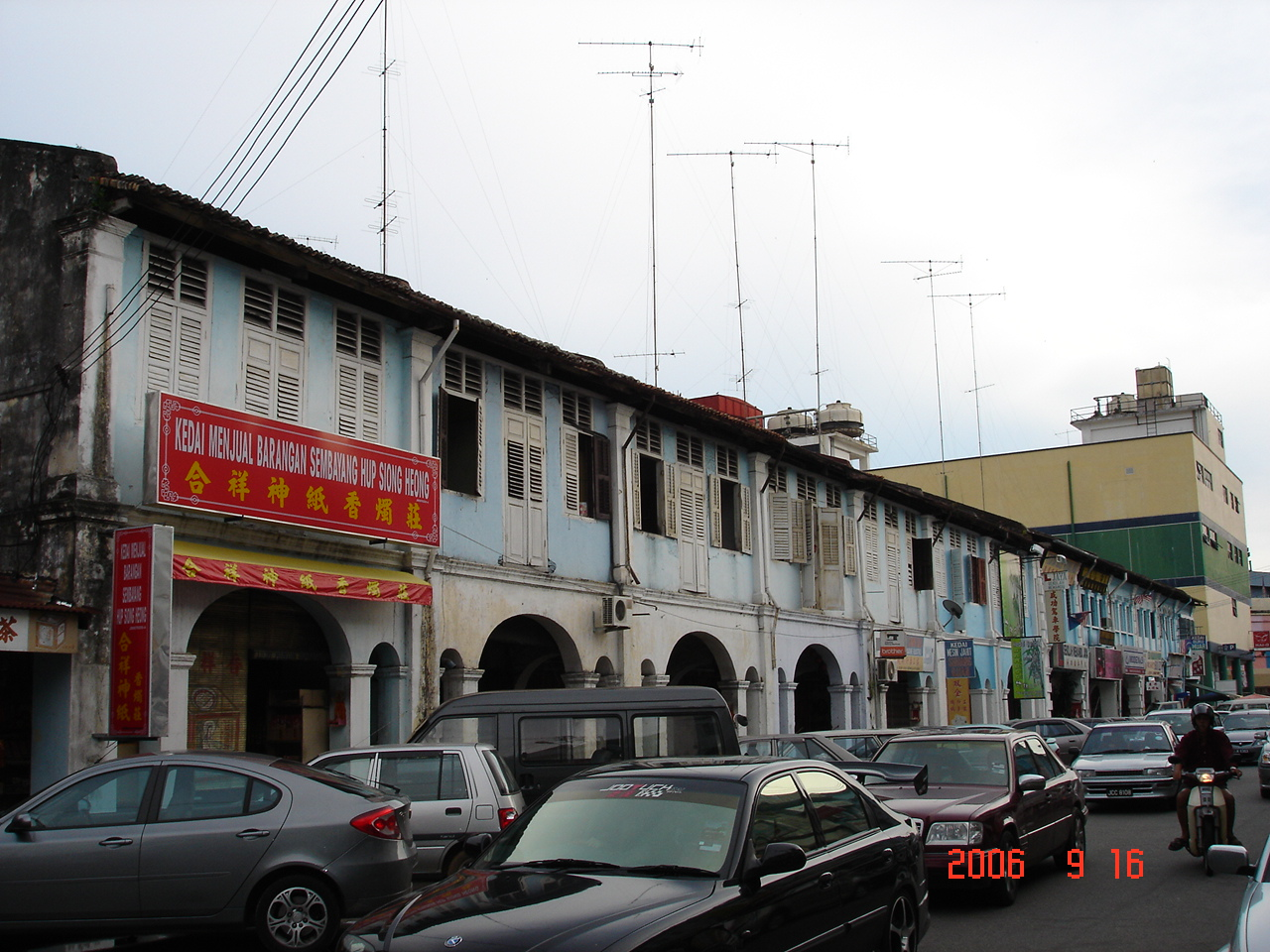
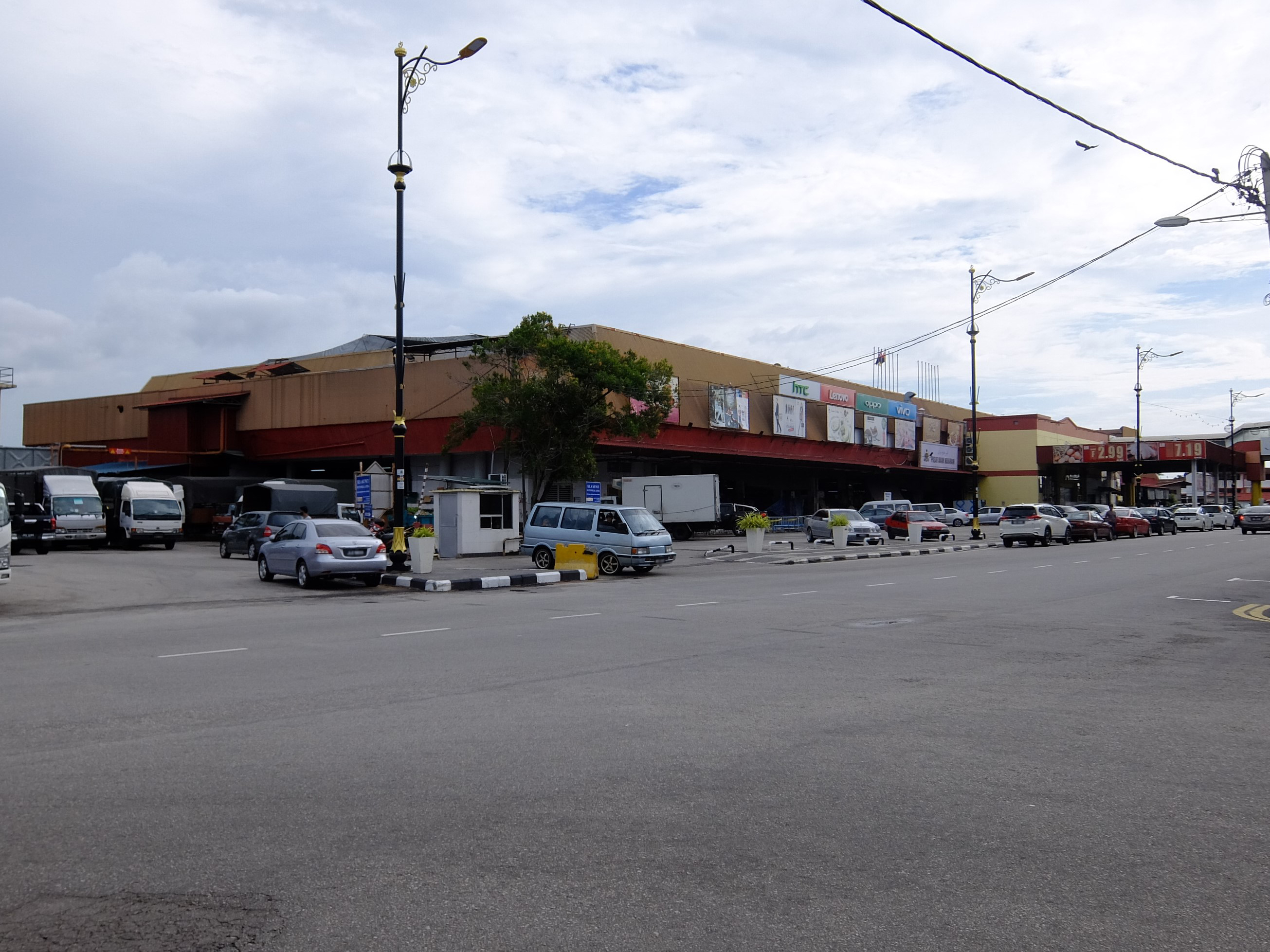
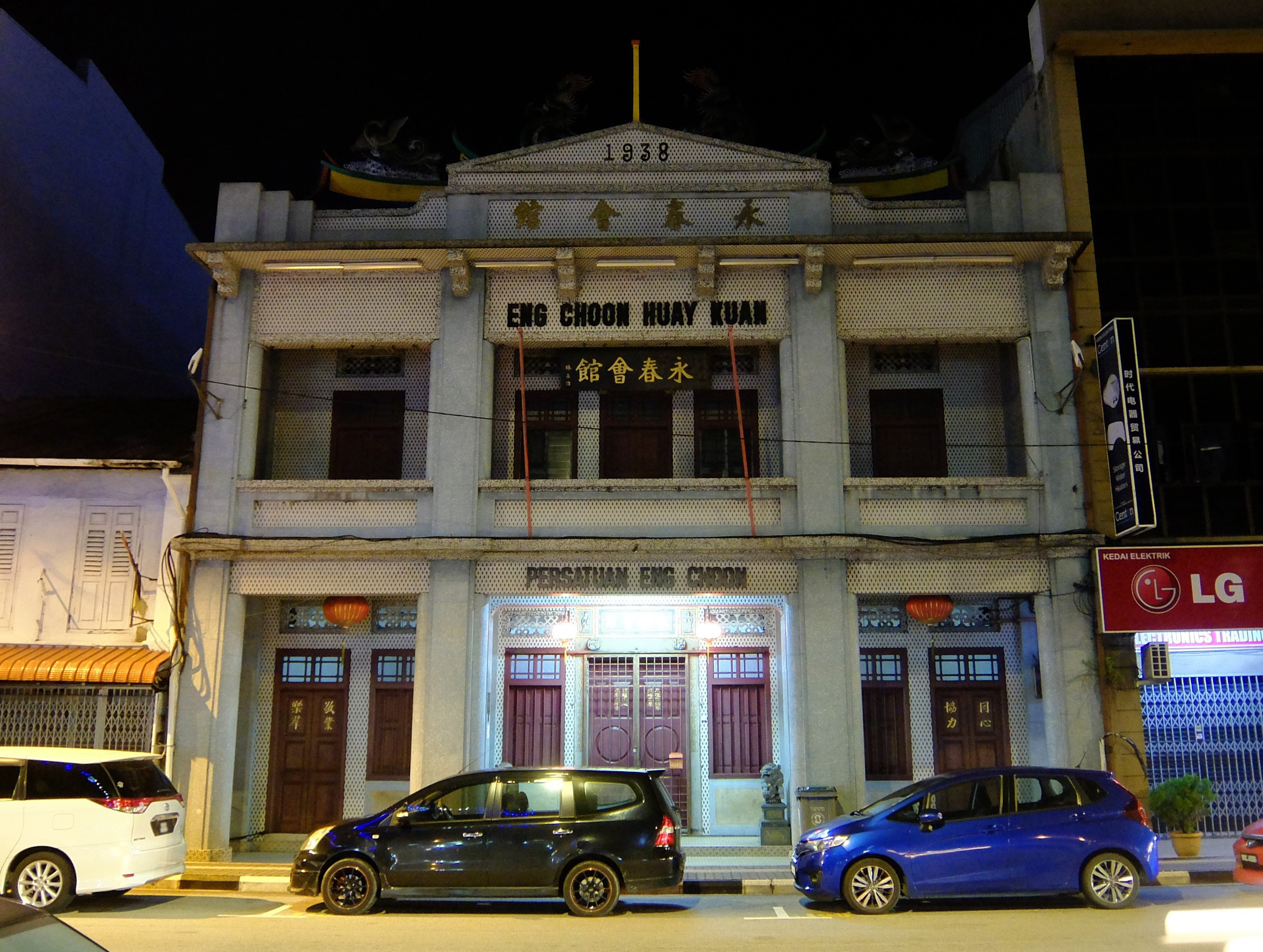
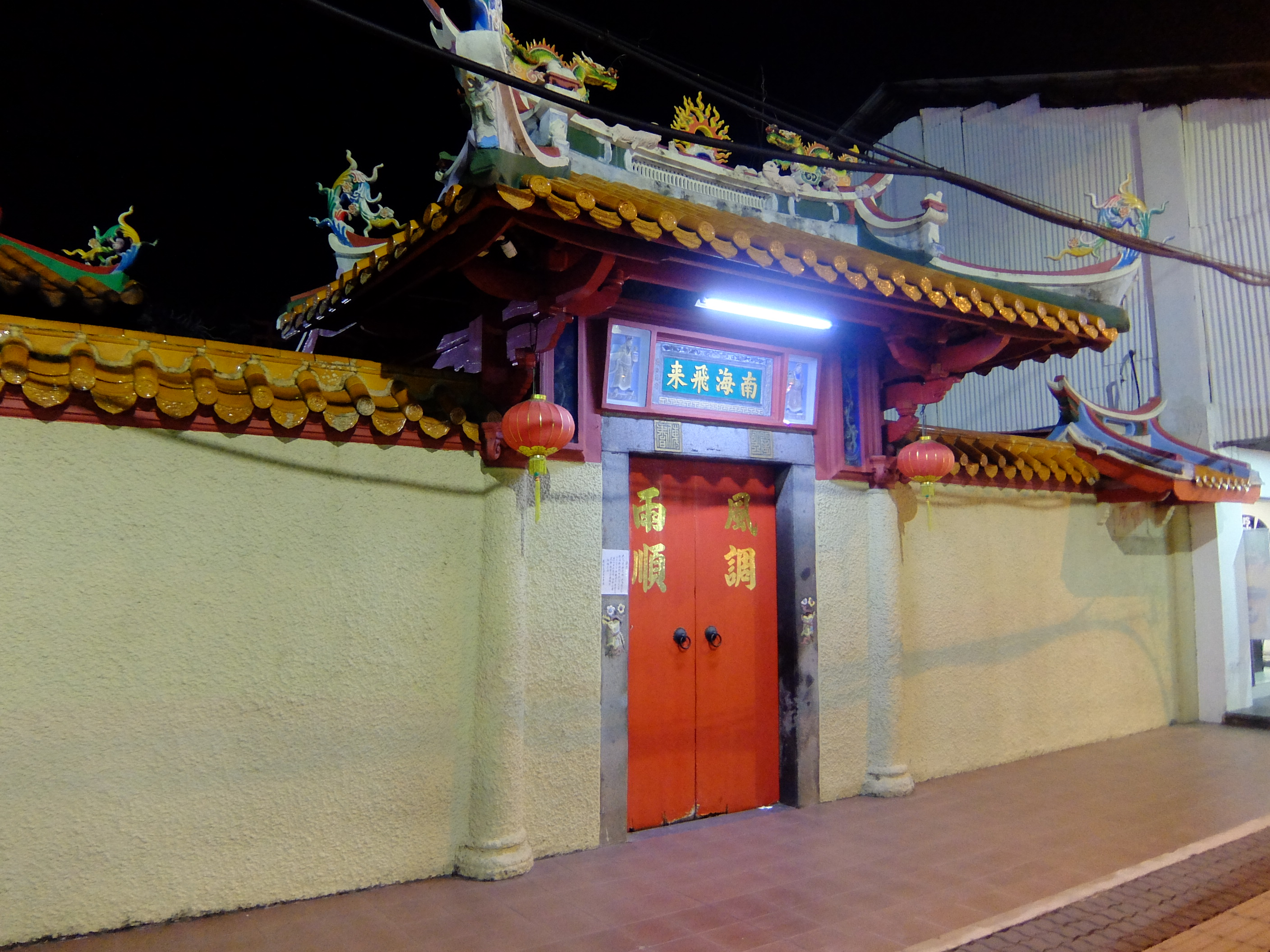